# Résolution 173 du Conseil de sécurité des Nations unies
Membres permanents
- Chine (Taïwan)
- États-Unis
- France
- Royaume-Uni
- URSS

Membres non permanents
- Chili
- Ghana
- Irlande
- Roumanie
- RAU
- Venezuela

Résolution no 172 Résolution no 174
La Résolution 173 est une résolution du Conseil de sécurité de l'ONU votée le 26 juillet 1962 concernant  le Burundi et qui recommande à l'Assemblée générale des Nations unies d'admettre ce pays comme nouveau membre.

## Vote
La résolution est approuvée à l'unanimité.

## Contexte historique
En 1890, arrivant du Tanganyka, les Allemands s'installent dans la région des grands lacs et signent le 6 juin 1903 un traité de protection avec le mwami Mwezi Gisabo. Au sortir de la Première Guerre mondiale, les Allemands doivent renoncer à leurs colonies et, lors de la conférence de Versailles en 1919, le royaume de Belgique obtient un mandat sur la province du Ruanda-Urundi, constituée des Rwanda et Burundi actuels.
Comme au Rwanda, les Belges instrumentalisèrent la perception socioprofessionnelle hutue, tutsie et twa, qui leur était sans doute plus familière, au détriment d'autres réalités sociologiques du Burundi, les clans. Le colonisateur belge choisit de s'appuyer pour gouverner sur la minorité tutsie en laissant les Hutus et les Twas dans des emplois subalternes.
Aux législatives du 18 septembre 1961, les Burundais choisissent l'UPRONA (Unité pour le Progrès National) et son chef de file le prince Louis Rwagasore, qui remporte 58 des 64 sièges de la nouvelle assemblée. L'Uprohutu Union pour la Promotion Hutue, qui plus tard deviendra le Palipehutu Parti pour la libération du peuple hutu, pendant du Parmehutu au Rwanda qui a pris le pouvoir par la force deux ans plus tôt n'obtient aucun rôle dans le nouveau paysage politique burundais. Le prince Rwagasore est assassiné le 13 octobre 1961 par Georges Kageorgis. L'indépendance du pays est proclamée le 1er juillet 1962 : ce jour est dès lors choisi pour célébrer la fête nationale. (issu de l'article Histoire du Burundi).
À la suite de cette résolution ce pays est admis à l'ONU le 18 septembre 1962 ,

## Texte
- Résolution 173 Sur fr.wikisource.org
- Résolution 173 Sur en.wikisource.org